# Chionothrix latifolia
Chionothrix latifolia är en amarantväxtart som beskrevs av Alfred Barton Rendle. Chionothrix latifolia ingår i släktet Chionothrix och familjen amarantväxter. Inga underarter finns listade i Catalogue of Life.